# Die sterblich Verliebten
Die sterblich Verliebten (orig. Los enamoramientos) ist der Titel eines Romans des spanischen Autors Javier Marías. Der Roman erschien 2011 im Verlag Alfaguara und 2012 in deutscher Übersetzung im S. Fischer Verlag.

## Inhalt
Der Roman erzählt die Geschichte der Verlagslektorin María Dolz, die durch den alltäglichen Anblick eines verliebten Paares in ihrem Stammcafé einen Einblick in die gesellschaftlichen Verhältnisse erhält, die ihr bei weitem angenehmer erscheinen als die schlechten Romane, mit denen es María im Verlag zu tun hat. Von einem Tag auf den anderen bleibt das Paar plötzlich fern und María erfährt aus der Zeitung die näheren Umstände. Der Mann war Miguel Deverne, ein im Filmgeschäft tätiger Unternehmer, der von dem Obdachlosen Luis Felipe Vázquez Canella erstochen wurde. María und seine Witwe Luisa freunden sich an, gleichzeitig lernt sie auch Javier Díaz-Varela kennen, mit dem sie eine Affäre beginnt. Die intensive Fürsorge Javiers für Luisa erscheint ihr aber verdächtig. María erkennt beim Belauschen eines Gesprächs den Zusammenhang, der offenbar zwischen Javier und Miguels Tod besteht. Javier gesteht die Erpressung des obdachlosen Mörders, die er mit der scheinbar unheilbaren Erkrankung Miguels rechtfertigt. Nach der gescheiterten Beziehung mit Javier stellt María Nachforschungen über den Mord im Internet an. Sie wird stutzig, denn keiner der Journalisten erwähnt je Miguels schicksalshaften Befund der Ärzte. Wollte Javier einen Rivalen aus dem Weg räumen? María findet sich zwei Jahre später zu einem Geschäftsessen ein, einige Augenblicke später tauchen auch Luisa und Javier auf, die die gleichen Ringe tragen. María glaubt, dass Javier sein Ziel erreicht hat.

## Erzähltechnik
Der Roman handelt von einer mysteriösen Liebesgeschichte, die sich im Grenzgebiet zwischen Wirklichkeit und Illusion abspielt. Der Roman ist zwar nicht als Kriminalroman konzipiert, doch werden grundlegende ethische Themenkomplexe wie die Straffreiheit und die Rechtfertigung eines Mordes berührt. Auch in diesem Roman versteht es Javier Marías, durch die für seinen Stil typischen doppelbödigen Erzählsituationen die Leser auf Abwege zu führen und sie zu verunsichern, denn am Ende der Geschichte ist nichts mehr so, wie es sich zu Beginn darstellte. Durch die detektivische Vorgehensweise der Protagonistin, die zwischen Macht und Zurückhaltung agiert, werden die Intrigen und Verluste hinter der Liebe aufgedeckt. Die fast ohne äußere Handlung stattfindende Geschichte spielt sich zunehmend in den Gedanken der Hauptfigur ab. Die Protagonistin verstrickt sich immer tiefer in ein Gedankengewirr aus Neugier, Verdächtigung und Täuschung.
Javier Marías lässt María Dolz mit einer eigenen Stimme auftreten. Sie verkörpert zudem die einzige weibliche Hauptfigur in Javier Marías’ Romanen. Die Geschichte nährt sich von autobiographischen Gegebenheiten, indem der Autor Figuren aus Berufsgruppen (Dolmetscher, Ghostwriter, Lektoren) auftreten lässt, mit denen er in seinem Berufsleben in Kontakt stand und diese teilweise auch selbst ausübte. Die genaue Kenntnis bestimmter Berufszweige verleiht dem Text Authentizität.

## Intertextualität
Die Kraft, die zwei Menschen aus der Liebe ziehen, um einen neuen Weg zu beschreiten und Altes vergessen zu machen, verdeutlicht Marías in seinem neuen Roman, indem er Honoré de Balzacs Oberst Chabert in die Geschichte mit aufnimmt. Oberst Chabert, der während der napoleonischen Kriege für tot erklärt wird und Jahre später zu seiner Ehefrau zurückkehrt, die neu verheiratet ist, wird als Lebender verleugnet und gilt als Ballast der Gegenwart. Im Roman Die sterblich Verliebten zitiert Javier für María einige Passagen aus der Geschichte und fasst sie für jene zusammen. Die Begeisterung Javiers für den Oberst Chabert ist nicht zufällig: Deverne wird getötet, damit Javier seine Witwe heiraten kann, Chabert wird für tot erklärt, damit seine Witwe einen anderen Mann von besserem Stand heiraten kann. Die sterblich Verliebten setzt dieses Thema fort, indem Vergangenes einen Abschluss findet und die Gegenwart ein neues Kapitel eröffnet. Die neue Vermählung ist Anfang und Ziel zugleich, um sich der einstigen Liebe entsagen zu können, die nicht unendlich, sondern vergänglich ist. Die Trennung von Liebe und Obsession ist hier nicht mehr eindeutig markiert, sondern verwischt im Laufe der Geschichte.

## Auszeichnungen
Die sterblich Verliebten wurde in 18 Sprachen übersetzt und in Spanien zum Buch des Jahres 2011 gekürt. 2012 wurde ihm für Los enamoramientos der nationale Literaturpreis Premio Nacional de Narrativa zugesprochen, dessen Entgegennahme er aber verweigerte.

## Ausgaben
- Los enamoramientos.  Alfaguara 2011. ISBN 84-204-0713-5
- Die sterblich Verliebten. Aus dem Span. von Susanne Lange. Frankfurt a. M.: Fischer 2012. ISBN 3-10-047831-2